# Хелмоньский, Юзеф
Ю́зеф Ма́риан Хелмо́ньский (пол. Józef Marian Chełmoński; 7 ноября 1849, Бочки близ Лодзи — 6 апреля 1914, Кукловице Заречне, Мазовия) — польский художник реалистического направления.

## Жизнь и творчество
Юзеф Мариан Хелмоньский родился в деревне Бочки, недалеко от Лодзи, в 1849 году. Первые уроки рисования получил от своего отца. В 1867—1872 годах учился живописи в варшавской Школе изящных искусств и частным образом у художника Войцеха Герсона. В 1872—1875 годах продолжал образование в мюнхенской Академии искусств. Здесь будущий художник слыл оригиналом — на занятия он приходил одетым в красные кавалерийские рейтузы русской армии, бордовую уланскую куртку и фуражку с кокардой кондуктора Варшавско-Венской железной дороги. Его первые картины были нарисованы под влиянием Герсона.
В 1875 году Хелмоньский уехал в Париж, где с успехом выставлял свои работы. Сотрудничал в качестве художника-иллюстратора в парижской газете Le Monde. В этот период Хелмоньский совершил поездку в Италию, в 1872 и в 1874—1875 годах путешествовал по Украине. С 1878 по 1887 годы Хелмоньский посетил Польшу, Вену и Венецию.
В 1887 году художник возвратился в Польшу, жил в Варшаве. В 1889 году он купил имение в Кукловицах, в котором и жил до своей смерти в 1914 году.
Юзеф Хелмоньский любил рисовать пейзажи, особенно польские и украинские, а также жанровые и охотничьи сценки, реже — портреты. Много и с большим мастерством рисовал лошадей.

## Примеры работ

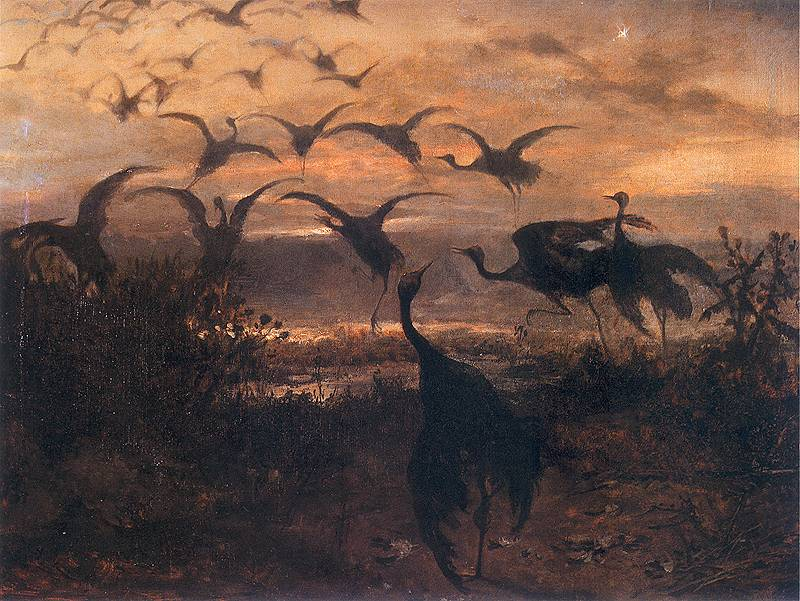
Журавли улетают, 1871
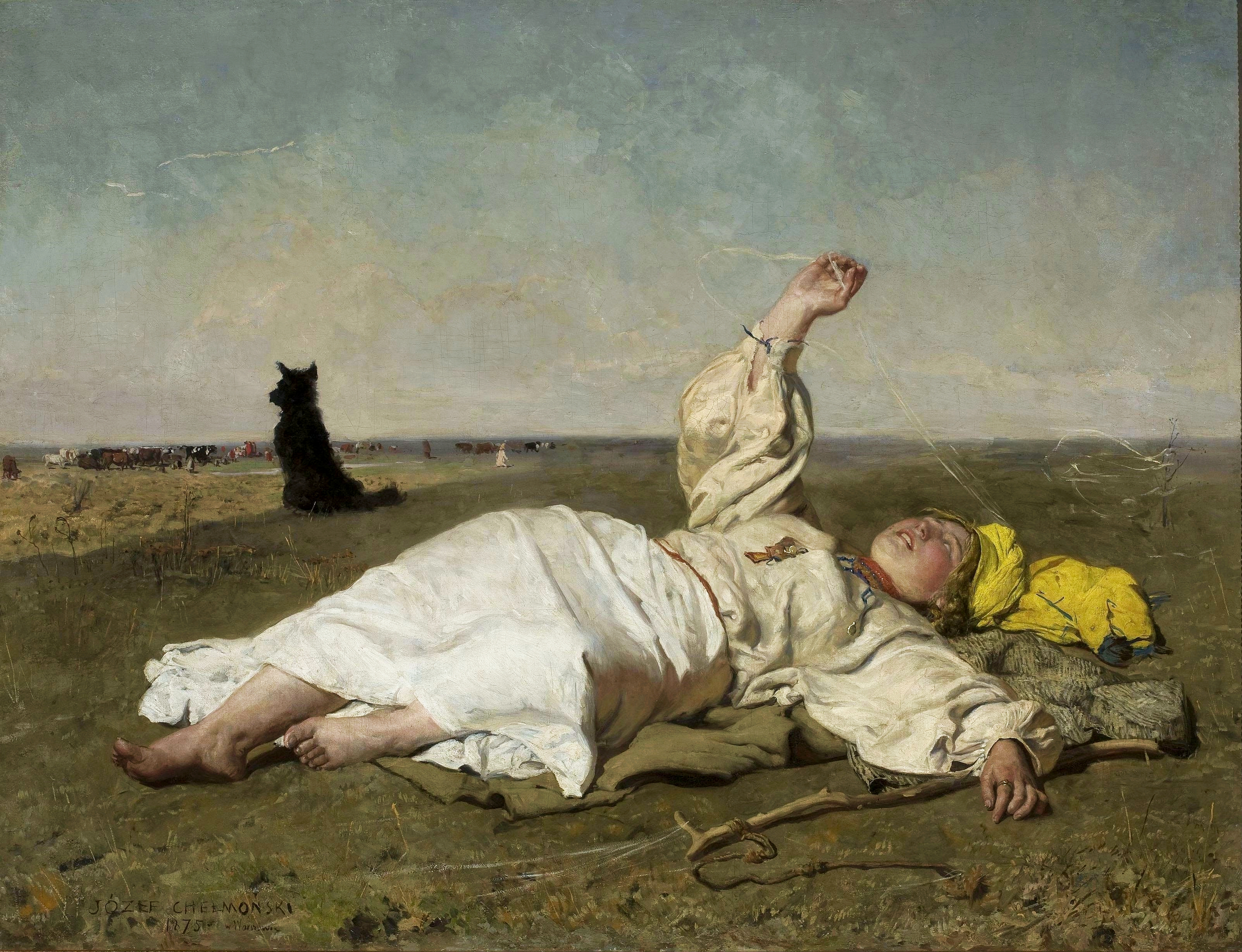
Бабье лето, 1875
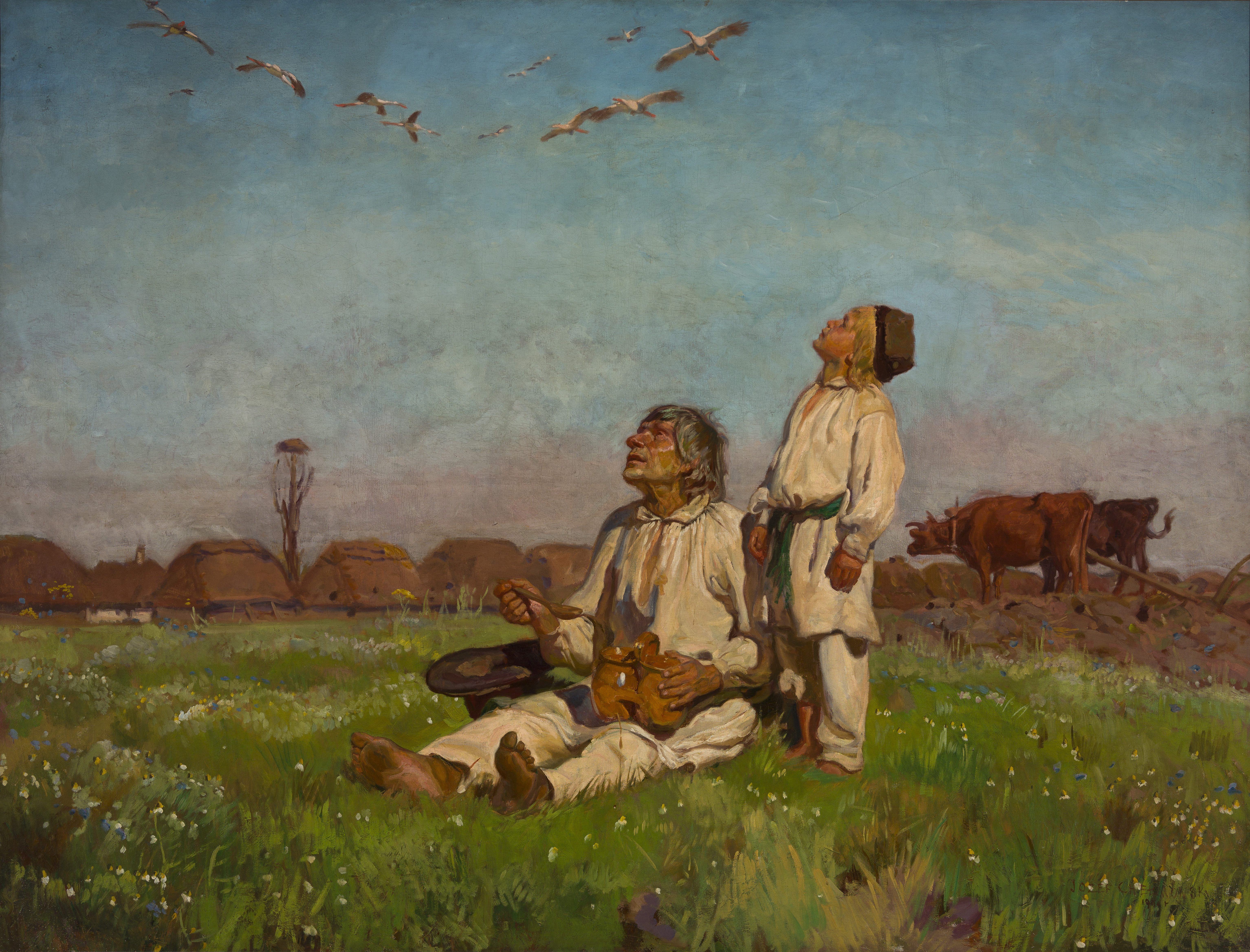
Аисты, 1900
Четвёрка, 1881

## Галерея
- Галерея картин Юзефа Хельмонского (пол.)